# 第二次世界大战中的大后方
第二次世界大战中，各个参战国家都有给前线提供弹药和生活补给、医疗设施以及物资，装备的制造生产研发等的地区，或者是指挥阶层的所在地。还有一些未参战或未受战火影响的地区，为同盟国提供军事援助的，也可称之为大后方。

## 亚太地区
- 中国西南大后方（重慶为中心），中華民國國民政府後方基地。
- 中国陕北地区，中共盤據地。
- 澳大利亚，美國、英國（含大英國協）於太平洋地區的前进基地、后勤物资贮备基地，盟军以澳大利亚为跳板在太平洋战区对日本进行反攻。
- 印度。英國（含大英國協）、美國於東南亞攻击行动与军事训练的基地，提供英国食物、物资与人员
- 苏联的中亚地区
- 苏联西伯利亚地区
- 尼泊尔。向英国提供廓尔喀部队
- 斯里兰卡。英国殖民地，是盟军在南亚对抗日军入侵的海军基地

## 美洲地区
- 美国本土
- 墨西哥。接纳大量因西班牙内战逃至西欧各国的难民
- 加拿大。提供大量武力援助，包括不列颠空战、诺曼底登陆
- 秘鲁。美国空军基地，提供大量军用飞机和石油

## 欧洲地区
- 英国大不列颠岛。敦刻尔克大撤退后英法军队的退往地以及第二战场开辟的主要地点
- 苏联高加索地区的油田